# S-Nitrozilacija
S-Nitrozilacija je specifična reakcija vezivanja za tiolnu grupu čime se formira S-nitrozotiol (SNO). Kad tiolna grupa pripada podskupu cisteinskih ostataka proteina, rezultirajući SNO je S-nitrozoprotein. S-Nitrozilacija je oblik Posttranslacione modifikacije koja se slična fosforilaciji. S-Nitrozilacija zadovoljava kriterijume validacije signalnog mehanizma koji je podstaknut stimulusom, precizno ciljan, reverzibilan, prostorno-temporalno ograničen i neophodan za specifične ćelijske response. Prvi protein za koji je pokazano da je njegova aktivnost regulisana putem S-nitrozilacije u ovom maniru je bio NMDA-tip glutamatnog receptora u mozgu. Od tog vremena je pokazano da je S-nitrozilacija sveprisutna u biologiji, pošto je pokazano da do nje dolazi u svim filogenetičkim carstvima i smatra se prototipnim redoks-baziranim signalnim mehanizmom, za koji se pretpostavlja da je evoluirao u primordijalnog Zemlji.
Reverzni proces od S-nitrozilacije se naziva denitrozilacija, za koji je pored toga što se spontano odvija u prisustvu metalnih jona i pod uslovima fotolize, nedavno pokazano da je enzimatski kontrolisani proces. S-Nitrozoglutation reduktaza (GSNOR), koja ubrzava dekompoziciju S-nitrozoglutationa (GSNO) i drugih SNO-proteina, je alkoholna dehidrogenaza klase III izoenzima. Za nju je pokazano da je konzervirana od bakterija do ljudi. Slično tome, tioredoksin/tioredoksin reduktazni sistem katalizuje denitrozilaciju brojnih S-nitrozoproteina Aberantna ili neregulisana denitrozilacija ili S-nitrozilacija je bila asocirana sa moždanim udarom (cerebralnom ishemijom) i brojnim hroničnim degenerativnim bolestima, uključujući Parkinsonovu i Alzheimerovu bolest i Amiotrofičnu lateralnu sklerozu (ALS). Odnedavno je poznato da S-nitrozilacija uzima učešća u biologiji kancera. S-Nitrosylation of EGFR and Src activates an oncogenic signaling network in human basal-like breast cancer